# 罗斯季斯拉夫号战列舰
“罗斯季斯拉夫”号战列舰（羅馬化：Rostislav）是尼古拉耶夫海军部造船厂在19世纪90年代为俄罗斯帝国海军黑海舰队建造的前无畏舰。该舰最初构想为一艘小型、廉价的岸防舰，但后来海军放弃了这一设想，转而选择了排水量为8,880長噸（9,022公噸）的紧凑型远洋战列舰。但糟糕的设计和施工实践使其实际排水量增加了超过1,600長噸（1,626公噸）。“罗斯季斯拉夫”号成为世界上第一艘使用燃油而不是煤炭的主力舰。由于使用的是10英寸（254）的主炮，而不是俄罗斯海军实际上标准的12英寸（305），该舰的战斗能力受到了影响。
该舰的船体于1896年9月下水，但因为舰艇主炮未交付，使其首航推迟到了1899年，最终直至1900年才完工。1899年5月，“罗斯季斯拉夫”号成为俄罗斯帝国海军首艘由罗曼诺夫王朝成员指挥的舰船，由俄罗斯大公亚历山大·米哈伊洛维奇担任指挥。从1903年到1912年，该舰是黑海舰队副司令的旗舰。在1905年俄国革命期间，舰上成员曾险些发生哗变，但最终忠于政权，并积极镇压了巡洋舰“奥恰科夫”号的哗变。
“罗斯季斯拉夫”号在第一次世界大战期间意志积极参战，直到1918年初黑海舰队解体。该舰是第一次世界大战期间第一艘向敌方陆地目标开火的俄罗斯舰只，也是第一艘被德国空袭击中的俄罗斯舰只，以及第一艘击沉潜艇的俄罗斯海军舰船，尽管对方是一艘俄罗斯潜艇。 1918年4月，布尔什维克撤离塞瓦斯托波尔时放弃了“罗斯季斯拉夫”号。一年后，英国占领军撤退时毁坏了该舰的引擎。1920年11月，白军将该舰用作拖曳的浮动炮台，然后于1920年11月将其沉没在刻赤海峡。

## 设计
“罗斯季斯拉夫”号于1892年设计，最初设想为一个便宜而紧凑的12英寸火炮平台，大小与早期的岸防舰类似，但在黑海进行作战时具有海上适应性。海军部长尼古拉·契哈乔夫将军设想了一支这样的舰队，每艘排水量为4,000至5,000長噸（4,064至5,080公噸），可以符合他希望的24,000長噸（24,400公噸）舰队总体排水量目标。尼古拉耶夫造船厂的首席设计师谢尔盖·拉特尼克评估了契哈乔夫的方案要求，并总体上建议反对这个想法。海军技术委员会对拉特尼克的意见表示赞同并表示要想在火力、装甲、速度和稳定性方面达到有意义的组合，舰只的排水量至少需要6,000長噸（6,096公噸）。最终海军技术委员会否决了拉特尼克建议建造一艘8,880長噸（9,022公噸）的改进型“伟大的西索伊”号，但没有提出明确的替代方案。为此海军技术委员会不愿意讨论战术问题，而是将舰载武器的选择留给了契哈乔夫。
契哈乔夫指示尼古拉耶夫造船厂的安德烈·托罗波夫起草两份提案，一份装备10英寸炮，另一份装备12英寸炮。托罗波夫估计这艘舰的排水量至少应为8,880吨。契哈乔夫承认了这一事实，并向海军技术委员会提出了两种选择。海军上将本人和现役舰队指挥官投票赞成12英寸口径，这已经成为一个世界性的战列舰标准，但是这受到海军技术委员会的强烈反对。海军高层在1893年4月和5月进行了长时间的辩论。最终同意将排水量增加到8,880吨，并倾向于接受12英寸口径的火炮，但海军上将阿列克谢大公决定支持较小口径的炮，从而结束了这场辩论。
“罗斯季斯拉夫”号采用了与“伟大的西索伊”号相同的船体，使用新开发的哈维装甲进行保护。该舰除了是世界上第一艘使用重油的海军主力舰，还是首艘使用电力而非较旧的液压系统来转动火炮的俄罗斯战列舰。

### 常规数据
“罗斯季斯拉夫”号水线长345英尺6英寸（105.3），全长351英尺10英寸（107.2），舷宽68英尺（20.7），吃水深25英尺2英寸（7.7）。其排水量为10,520長噸（10,689公噸），比设计的8,880長噸（9,022公噸）排水量多出1,500長噸（1,524公噸）。排水量的增加使舰体的吃水增加了大约3英尺（0.9），使舰体大部分水线装甲带都沉到了水线下。

### 推进器
“罗斯季斯拉夫”号安装有两台与“伟大的西索伊”号相同的垂直三胀蒸汽机，设计总功率8,500匹指示馬力（6,300千瓦特）。由8台圆柱形火管锅炉向蒸汽机提供蒸汽，每台蒸汽机带动一具螺旋桨。舰上一半的锅炉烧煤，另一半烧重油，这使“罗斯季斯拉夫”号成为世界上第一艘使用重油的主力舰。这样的设计是为了利用来自巴库的廉价石油替代昂贵的进口煤炭。在海试中，动力装置共产生了8,816匹指示馬力（6,574千瓦特）的总功率，并达到了15.8節（29.3每小時；18.2英里每小時）的最高航速。该舰满载时最多可携带820長噸（830公噸）的燃油和煤炭，以8節（15每小時；9.2英里每小時）的速度航行时可达到33,100海里（5,700；3,600英里）的航程。

### 武器

《布拉西海军年鉴》（1902年）中，“罗斯季斯拉夫”号的右视图及俯视平面图。

主炮组成为两对装在前后法式风格中心枢轴双联炮塔中的10英寸（254）45倍径1891型炮。每座炮塔的射界为240°。这些炮的最大俯仰角为+15°，最大俯角为-5°。这些主炮以496.5英磅（225.2）的初速发射重496.5英磅（225.2）的炮弹。在+6°的俯仰角下，这些炮的射程为7,320（8,010碼）。八门45倍径6英寸（152）卡内特1891式炮均安装在主甲板上的双联炮塔上。每座炮塔位于上层建筑的角上，并具有110°的射界。这些炮发射重量为91.4英磅（41.46）的炮弹，初速为2,600英尺每秒（792每秒）。当以+20°的仰角射击时，其最大射程为12,602碼（11,523）。
反鱼雷艇装备包括12门47（1.9英寸）霍奇基斯机炮。其中8门安装在上层建筑上，其余4门的位置不清楚。它们发射重2.2英磅（1.00）的炮弹，初速为1,400英尺每秒（430每秒）。该舰还安装了16门37（1.5英寸）霍奇基斯炮，其中8门安装在战斗桅楼，另外8门的位置未知。它们发射重1.1英磅（0.50）的炮弹，初速为2,150英尺每秒（660每秒）。
“罗斯季斯拉夫”号装备了6门15英寸（381）鱼雷发射管。艏部和艉部的发射管以及后部的两门舷侧发射管在水面以上。前部的侧面发射管在水下。该舰还携带了50枚水雷，用于保护锚地。

### 防护
“罗斯季斯拉夫”号的水线装甲带长227英尺（69.2），高度为7英尺（2.1），最大厚度为14.5英寸（368），在弹药库位置锐减至10英寸（254）。尽管未知装甲带在水线以上的确切高度，但由于该舰的实际吃水比设计值深了3英尺（0.9），大部分水线装甲实际都在水线以下。装甲带前端设置有9英寸（229）的横向防护隔板，后端设置有5英寸（127）的防护隔板。上层装甲堡的装甲带厚5英寸（127），高7英尺6英寸（2.3），在舰体侧面延展160英尺（48.8）。主炮塔的侧面厚10英寸，顶部厚2.5英寸（64）。6英寸炮塔的侧面和指挥塔的侧面都是6英寸厚。装甲甲板平坦，位于主装甲带的上沿，厚2英寸（51）。在装甲堡前后水线以下，有3英寸（76）的甲板。

## 建造
“罗斯季斯拉夫”号的建造工作于1894年1月30日开始。该舰于1894年5月20日正式命名；按照俄罗斯的传统，正式的动工仪式被推迟到了1895年5月19日举行。燃油锅炉和发动机的合同被授予波罗的海造船厂。装甲则由美国伯利恒钢铁公司在早期为彼得罗巴甫洛夫斯克级战列舰签订的合同框架内进行制造。伯利恒钢铁公司因向俄罗斯以每吨250至300美元的异常低价出售装甲板而受到美国参议院海军事务委员会的审查，而美国海军支付的价格为每吨600至660美元。本杰明·蒂尔曼参议员公开指责伯利恒和卡内基公司操纵价格，剥削美国纳税人。
“罗斯季斯拉夫”号的船体于1896年9月2日下水。由于尼古拉耶夫海军船厂缺乏合适的起重设备，使得引擎的安装极为困难，以至于海军曾一度考虑将船体拖至塞瓦斯托波尔进行施工。最终尼古拉耶夫海军船厂的工程师们解决了引擎安装的问题，该舰于1897年7月准备试航。1898年10月21日该舰进行了速度测试，但此时仍未安装主炮。其动力装置在试航中表现良好，但排水量已经超过设计目标295長噸（300公噸）。
由圣彼得堡的奥布霍夫工厂工厂为“罗斯季斯拉夫”号、岸防舰乌沙科夫上将级以及前无畏舰佩列斯韦特级所制造的新型10英寸1897型火炮未能及时交付，导致这些舰只的完工延迟了两年。其中一门原本指定交付给乌沙科夫上将级的舰炮在试验场发生了爆炸，这使得整批货物都再次经过了详尽的测试和尽可能的修复。第16至19号炮经过测试合格，于1899年7月和8月交付至塞瓦斯托波尔安装上舰。“罗斯季斯拉夫”号于1900年4月12日进行了首次火炮试验。在射击实验的第二天，该舰前炮塔的后坐力机构出现故障，并在返回基地后被检查出了更多的缺陷。之后该舰在这年春季剩余时间里一直在修复其炮塔支架。然而由于问题依然存在，海军只能通过禁止使用来“解决”这个问题。此后“罗斯季斯拉夫”号的炮塔支架在1901年和1902年按照装甲巡洋舰“纳希莫夫上将”号的模式重新建造，并最终在1902年6月成功通过了火炮测试。舰上的电动炮塔控制系统配有332对接触点，需要繁琐且对大多数士兵来说过于复杂的维护。

## 服役
1899年5月1日，海军上校亚历山大·米哈伊洛维奇大公担任“罗斯季斯拉夫”号的指挥官，成为继彼得一世之后首位实际指挥军舰的罗曼诺夫家族成员。另一位罗曼诺夫家族成员基里尔·弗拉基米洛维奇也于1900年在该舰上度过了平静的几个月。亚历山大的访客、宴会以及对伊斯坦布尔的外交访问经常干扰舰员的工作，但是他亲自管理船上设备的维修和改造。为此，造船厂和承包商把“罗斯季斯拉夫”号视作优先客户。基于其在“伟大的西索伊”号上的经验，亚历山大说服了海军技术委员会加固了“罗斯季斯拉夫”号的方向舵框架，并亲自监督在指挥塔深处安装了一个备用控制站。1903年，亚历山大晋升为海军少将，并作为舰队指挥官返回该舰。此后“罗斯季斯拉夫”号一直担任黑海舰队的小旗舰，直到1912年9月。
1900年时，“罗斯季斯拉夫”号已经显示出了严重的锅炉问题，燃烧石油时产生的黑烟比燃烧煤炭时更明显。而锅炉内部热量分布不均导致了严重的局部过热、火箱弯曲和突然的回火。在三个半月的时间里，从小型辅助动力装置开始到主锅炉，舰上的各座锅炉一个接一个的失效。由罗斯柴尔德所掌控的俄罗斯标准石油公司所提供的石油被证实并非问题所在，而波罗的海舰队的石油动力舰船也遇到了类似的问题。对该舰动力装置的修理和改造一直持续到1904年，这时因持续的锅炉故障迫使海军在1904年和1905年放弃使用石油燃料，将“罗斯季斯拉夫”号改为燃煤动力。每一轮修理和改造都给已经超重的舰体增加了更多的重量，到1907年舰体的水线装甲带已完全沉入水线以下。
1905年6月25日，黑海舰队内密谋组织起义的社会民主党组织的中央委员会（Матросская Централька）决定将起义行动从“罗斯季斯拉夫”号上改到“波将金”号。两天后，“波将金”号上起义爆发时，“罗斯季斯拉夫”号正在海军中将亚历山大·克里格的指挥下。沙皇尼古拉二世接到“波将金”号起义的消息后下令时任黑海舰队指挥官格里戈里·楚克宁以及“罗斯季斯拉夫”号指挥官分别率舰队以武力摧毁叛舰。但两位将军均克制着没有开火，而判舰“波将金”号则驶往敖德萨，之后又到了罗马尼亚。此时的“罗斯季斯拉夫”号上的舰员也正处于公开叛变的边缘。1905年7月2日，“罗斯季斯拉夫”号上举行了一次军事会议，决定将该舰停泊在敖德萨，并切断引擎与螺旋桨的连接，让水兵们可以自由上岸，以此来缓解矛盾。到了同年11月巡洋舰“奥恰科夫”号发生叛变时，舰队的士气已经有所回升，因此克里格下令向“奥恰科夫”号叛军发射了两枚10英寸和十四枚6英寸的炮弹。

### 演习和伤亡
在日俄战争后，俄罗斯帝国海军集中精力提高炮术技能和火控实践。1908年，阿历克谢·克里洛夫和叶夫根尼·贝尔卡洛夫率领“罗斯季斯拉夫”号进行了一次前所未有的远程射击实验。该舰在几天内以8至10英里（13至16）的距离发射了330枚10英寸炮弹。这次实验证明了海军所使用的老式弹道表并不准确，为此贝尔卡洛夫将1908年的实验数据编制成了海军采用的新弹道表。克里洛夫的另一个举措，即快速反向打水，也于1909年被海军列为规范化操作。

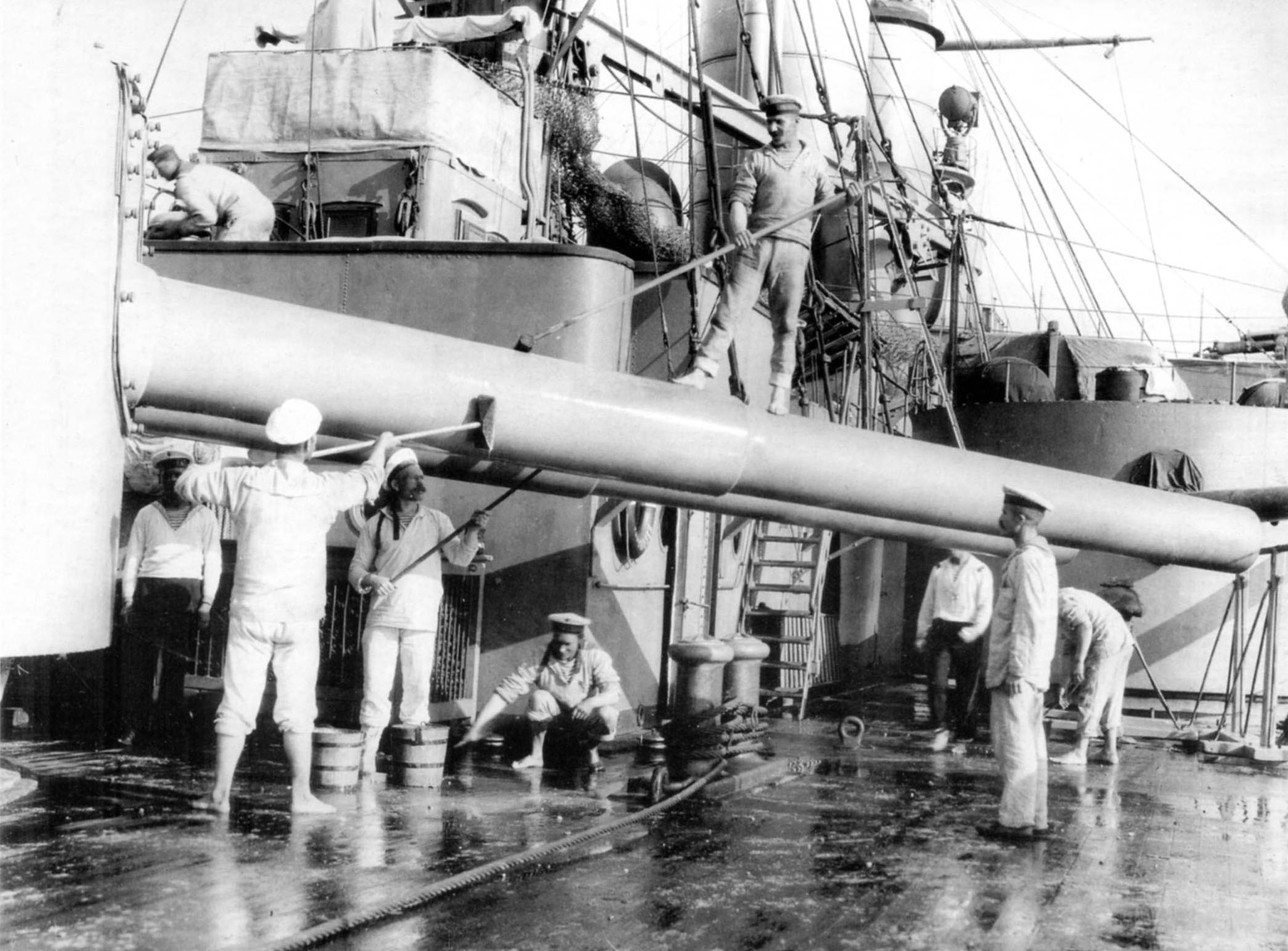
“罗斯季斯拉夫”号正在清洗炮身。

在第一次世界大战爆发前，曾有两项舰只现代化改装计划被提出。1907年，海军总参谋部提出了一项旨在减小船舶吃水深度并将其装甲带抬高出水面的大规模重建方案。“罗斯季斯拉夫”号水线以上的鱼雷发射管、鱼雷网、辅助锅炉以及47毫米火炮将被移除，上层建筑也将被削减，桅杆将减少到单杆桅。这些变化将使其排水量减少250長噸（254公噸），但由于资金短缺，该计划被否决了。然而，该舰的水面以上的鱼雷发射管在此期间被移除了。1912年，黑海舰队的工作人员提议用四门75毫米（3英寸）炮替换该舰的所有47毫米炮，并移除辅助锅炉和水下鱼雷发射管以抵消额外的重量。海军总参谋部认为这不值得成本，因此拒绝了这项计划。尽管这些计划没有实施，但在战争爆发前“罗斯季斯拉夫”号还是进行了其他改装作业。该舰的12门37毫米炮于1906年被拆除，1907年和1908年，舰上又安装了可能由巴尔-斯特劳斯制造的15英尺（4.6）测距器。
在1909年和1910年，“罗斯季斯拉夫”号同黑海舰队的其他舰艇准备与潜艇进行联合行动。该舰原计划安装俄国第一个水下声学通信系统，但安装工作因故中断，原计划的硬件被改为安装在战列舰“潘捷莱蒙”号上。在1909年6月11日晚上的一次反潜演习中，“罗斯季斯拉夫”号意外撞沉了俄军潜艇“鲫鱼”号。“鲫鱼”号上的20名官兵和2名救援潜水员遇难。事故责任被归咎于潜艇的鲁莽操作，而“罗斯季斯拉夫”号的舰长被证实没有疏忽或过失。

### 外交事件
在第一次世界大战爆发之前，“罗斯季斯拉夫”号卷入了两起小型国际事件。1911年8月11日，黑海舰队对罗马尼亚进行国事访问的两艘战列舰“叶夫斯塔菲”号和“潘捷莱蒙”号在康斯坦察港口附近的一个浅滩搁浅。“罗斯季斯拉夫”号的军官们及时发现了危险并将该舰驶到了安全的地方，但是没有通知其他舰只。随之而来的国际尴尬导致舰队指挥官伊万·博斯特伦海军上将辞职。在第一次巴尔干战争期间，“罗斯季斯拉夫”号驶入马尔马拉海保护俄罗斯驻伊斯坦布尔大使馆免受暴民袭击。期间“罗斯季斯拉夫”号意外向土耳其防线发射了一枚实弹。事故中没有人员受伤，舰长通过个人道歉化解了与奥斯曼政府之间的紧张局势。

### 第一次世界大战
1913年至1914年的冬季，“罗斯季斯拉夫”号进行了翻修工作，在1914年4月以全新的机械设备、测距仪和瞄准具重新回归现役舰队。在翻修后的试航中，该舰达到了15.37節（28.47每小時；17.69英里每小時）的速度。
1914年11月4日，黑海舰队进行了战争中的首次作战行动：轰炸宗古尔达克。这个行动是以报复土耳其和德国对塞瓦斯托波尔的攻击为目标而构想出来的。由卡齐米日·波伦布斯基担任船长的“罗斯季斯拉夫”号在行动中作为“指定炮舰”，其他俄国战列舰则在其周围组成防御屏障。在11月6日，“罗斯季斯拉夫”号向宗古尔达克港口发射了251枚炮弹，将其夷为平地。11月18日，在萨利赫角海战中俄国舰队与德国战列巡洋舰“戈本”号相遇，但德国军舰在“罗斯季斯拉夫”号发现之前就脱离战线并跟在俄国战列舰编队后方。1915年和1916年期间，“罗斯季斯拉夫”号与“戈本”号有过其他几次遭遇，并且并未直接交手。1915年，“罗斯季斯拉夫”号安装了四门75毫米高射炮用于防空。
在伊丽莎白女王级无畏舰服役后，旧式战列舰被分成独立的作战群。“罗斯季斯拉夫”号成为巴统集团军的旗舰，任务是支援高加索军队的地面行动。他们首次联合行动开始于1916年2月5日，在阿尔哈维附近展开。仅第一天，该舰就向土耳其发射了400枚炮弹。3月4日，“罗斯季斯拉夫”号与炮艇“库班涅茨”号和“多涅茨”号共同支援亚提纳登陆作战。三天后，该舰又支援海军陆战队进行登陆，并最终占领了里泽市。3月底，“罗斯季斯拉夫”号和“潘捷莱蒙”号迫使土耳其军队撤离特拉布宗。
在1916年夏季，俄国海军仔细评估了对博斯普鲁斯进行全面的水陆两栖攻击。舰队指挥官安德烈·埃貝哈特预计沿海水域存在极高风险的水雷和鱼雷袭击，并建议给所有老式无畏舰装备防雷鼓包。“锡诺普”号于1916年7月在尼古拉耶夫完成了鼓包的安装，“罗斯季斯拉夫”号原本计划紧随其后，但该项目在8月被取消。而“罗斯季斯拉夫”号也被调到了罗马尼亚海岸作为康斯坦察集团军的旗舰。康斯坦察暂时成为了向前往罗马尼亚前线的俄罗斯部队提供后勤支持的重要枢纽，也是对博斯普鲁斯海峡地区的敌人进行骚扰的布雷舰、潜艇和驱逐舰的基地。德国方面则采取空袭行动回应，他们首次成功对俄国海军目标实施的空袭就击中了“罗斯季斯拉夫”号。炸弹命中了舰体后部10英寸炮塔的边缘，导致16名水手受伤。但炮塔本身仍然完全完全运转正常。1916年10月罗马尼亚战线的崩溃迫使俄国海军撤离康斯坦察，“罗斯季斯拉夫”号也返回塞瓦斯托波尔进行急需的大修。

### 革命
1917年的二月革命没有像波罗的海舰队那样迅速使黑海舰队士气低落。前驱逐舰指挥官费奥多尔·斯塔克船长一直保持着“罗斯季斯拉夫”号的战备状态，直到年底。该舰于9月和10月最后一次航行前往巴统。斯塔克成功地控制了船员中的政治激进、反德情绪和乌克兰化问题，但该舰仍在10月25日返回塞瓦斯托波尔时升起了乌克兰的旗帜。从那一刻起，船员开小差和“志愿”参加红卫队的行为加剧，到12月21日时，船员已经减少到460名士兵和28名军官。1918年1月，舰队完全解体：军官们逃离了愤怒的士兵群体，然后士兵们弃船远离正在推进的德军前锋。1918年4月29日，布尔什维克设法从塞瓦斯托波尔撤出了两艘战列舰和十六艘驱逐舰到诺沃罗西斯克，但“罗斯季斯拉夫”号和其他舰艇仍留在塞瓦斯托波尔。
1918年5月至11月的德国占领克里米亚并未影响这艘被遗弃的舰只。之后英法联军一直留在塞瓦斯托波尔直到1919年4月。在离开之前，英军于4月25日摧毁了“罗斯季斯拉夫”号的引擎，以防止该舰被正在逼近的苏联部队收编。彼得·尼古拉耶维奇·弗兰格尔的白军部队将这艘损坏的舰只用作亚速海的浮动炮台。此后该舰由一群拼凑而成的志愿船员操控，驻扎在克里米亚海峡的浅水区域以骚扰塔曼地区的红军，并阻止红军在克里米亚登陆。在弗兰格尔的陆军部队被击败后，船员们将“罗斯季斯拉夫”号凿沉在刻赤海峡，以防止红军冲突破黑海。
“罗斯季斯拉夫”号沉入浅海中时，其上层建筑依然浮在水面上。1930年，EPRON（一个苏联官方打捞机构）收回了舰上的大炮，并拆除了部分舰体。据潜水员亚历山大·约尔金报告，该舰舰体的残骸仍然躺在海峡中，距离乌克兰海岸约1,200（1,300碼），并逐渐沉入淤泥中。

## 脚注

### 引文
1. 1 2 3 4  Melnikov (2006)，第11頁.
2. ↑  《俄国与苏联海上力量史》 1983年，第676页
3. ↑  《国际展望》 2005年，第20期，第84页
4. 1 2  Melnikov (2006)，第4頁.
5. 1 2  Melnikov (2006)，第5頁.
6. ↑  Melnikov (2006)，第8頁.
7. ↑  Willmott (2009)，第57頁.
8. 1 2  Melnikov (2006)，第9頁.
9. ↑  McLaughlin (2003)，第93頁.
10. ↑  McLaughlin (2003)，第96頁.
11. 1 2  McLaughlin (2003)，第93, 97頁.
12. ↑  Silverstone (1984)，第366頁.
13. 1 2 3 4  McLaughlin (2003)，第95頁.
14. ↑  Friedman (2011)，第256–257頁.
15. ↑  Friedman (2011)，第260–261頁.
16. ↑  Smigielski (1979)，第160頁.
17. ↑  Friedman (2011)，第120頁.
18. ↑  McLaughlin (2003)，第95–96頁.
19. ↑  McLaughlin (2003)，第96–97頁.
20. ↑   (PDF). The New York Times. 1895-11-26  [2024-04-21]. （原始内容存档 (PDF)于2024-04-23） （英语）.
21. ↑  . The New York Times. 1897-07-30  [2024-04-21]. （原始内容存档于2024-04-23） （英语）.
22. ↑   (PDF). The New York Times. 1896-04-28  [2024-04-21]. （原始内容存档 (PDF)于2024-04-23） （英语）.
23. 1 2  Melnikov (2006)，第10頁.
24. 1 2 3 4  Melnikov (2006)，第12頁.
25. 1 2  Melnikov (2006)，第13頁.
26. 1 2  Melnikov (2006)，第14頁.
27. ↑  Melnikov (2006)，第17頁.
28. 1 2 3  Melnikov (2006)，第28頁.
29. ↑  Melnikov (2006)，第17–18頁.
30. 1 2  Melnikov (2006)，第21頁.
31. 1 2  Melnikov (2006)，第22頁.
32. ↑  Bascomb (2007)，第34頁.
33. ↑   (PDF). The New York Times. 1905-07-03  [2024-04-22]. （原始内容存档 (PDF)于2024-04-23） （英语）.
34. 1 2 3 4  Melnikov (2006)，第23–24頁.
35. ↑  李昕辉 & 刘海燕 (2015)，第300頁.
36. ↑  何志刚 & 袁随善 (2006)，第388頁.
37. ↑  王义山 (1987)，第108頁.
38. 1 2  McLaughlin (2003)，第288頁.
39. 1 2 3  McLaughlin (2003)，第294頁.
40. ↑  Godin & Palmer (2008)，第33頁.
41. ↑  Edwyn (2003)，第61-62頁.
42. ↑  McLaughlin (2003)，第121頁.
43. ↑   (PDF). The New York Times. 1909-06-13  [2024-04-22]. （原始内容存档 (PDF)于2024-04-23） （英语）.
44. ↑  . The New York Times. 1909-06-14  [2024-04-22]. （原始内容存档于2023-09-29） （英语）.
45. ↑  Melnikov (2006)，第26頁.
46. ↑  Melnikov (2006)，第29頁.
47. ↑  Melnikov (2006)，第29–30頁.
48. ↑  Melnikov (2006)，第31頁.
49. ↑  Melnikov (2006)，第34頁.
50. ↑  Melnikov (2006)，第35–36頁.
51. ↑  McLaughlin (2003)，第310頁.
52. 1 2 3  Melnikov (2006)，第36頁.
53. 1 2  Willmott (2009)，第305頁.
54. ↑  Melnikov (2006)，第39頁.
55. ↑  Melnikov (2006)，第40頁.
56. 1 2 3 4 5 6  Melnikov (2006)，第38頁.
57. ↑  Melnikov (2006)，第41頁.
58. ↑  Melnikov (2006)，第41–42頁.
59. ↑  Melnikov (2006)，第42頁.
60. ↑  Melnikov (2006)，第44頁.
61. ↑  Melnikov (2006)，第46頁.
62. ↑  Melnikov (2006)，第99頁.
63. 1 2  Melnikov (2006)，第47頁.
64. ↑  Yolkin, A. . www.wreck.ru.   [2010-06-30]. （原始内容存档于2010-04-19） （俄语）.

## 期刊来源
- 倪海宁. . 国际展望 (上海市: 上海市国际问题研究院). 2005, (20)  [2016-06-26]. ISSN 1006-1568. （原始内容存档于2016-06-26） （中文（中国大陆））.

## 拓展阅读
- Shirokorad, A. B. (1997, in Russian). . Morskaya Kollekciya. 1997, 2 (14): 1–42 （俄语）.